# Дети-шпионы
«Дети-шпионы» (другое название — «Найди ключ», англ. Get a Clue) — американский семейный комедийный детектив 2002 года с Линдси Лохан в главной роли.

## Сюжет
Теглайн: «Trust No One… Question Everything… Get A Clue».
Любимое занятие живущей на Манхэттене 16-летней Лекси Голд — шпионить за окружающими людьми. В школьной газете она редактирует колонку сплетен. Однажды она поместила в газету снимок, на котором были запечатлены школьные учителя, после чего один из них пропадает. Лекси срочно переквалифицировалась из журналиста в сыщика и заручилась поддержкой Джека. Теперь вместе они должны добыть улики, разгадать тайну и найти пропавшего учителя.

## В ролях
| Актёр          | Роль                                  |
| -------------- | ------------------------------------- |
| Линдси Лохан   | Лекси Голд                            |
| Баг Холл       | Джек Дауни                            |
| Иэн Гомес      | Орландо Уокер                         |
| Бренда Сонг    | Дженнифер                             |
| Али Мукаддам   | Гейб                                  |
| Дэн Летт       | Фрэнк Голд                            |
| Аманда Пламмер | мисс Доусон                           |
| Чарльз Шонесси | детектив Чарльз Мини / Фалко Дженвиль |
| Ким Робертс    | миссис Стерн                          |